# Vermilion, Alberta
Vermilion är en ort i Kanada.   Den ligger i provinsen Alberta, i den centrala delen av landet, 2 700 km väster om huvudstaden Ottawa. Vermilion ligger 617 meter över havet och antalet invånare är 4 151. Den ligger vid sjön Vermilion Park Lake.
Terrängen runt Vermilion är platt. Runt Vermilion är det ganska tätbefolkat, med 172 invånare per kvadratkilometer.. 
Trakten runt Vermilion består till största delen av jordbruksmark.